# Rosalie Koch
Rosalie Koch (* 1. März 1811 in Haynau, Schlesien, Königreich Preußen; † 26. August 1880 in Jauer) war eine deutsche Erzieherin und Jugendschriftstellerin. Sie veröffentlichte zahlreiche Schriften für eine junge, überwiegend weibliche Leserschaft.

## Leben
Koch war die Tochter eines Steuerbeamten und genoss als „höhere Tochter“ eine gehobene Erziehung. Sie blieb zeitlebens unverheiratet. Ab 1850 leitete Koch eine Erziehungs- und Unterrichtsanstalt in Jauer. Die Begegnungen mit Agnes Franz brachten sie zu ihrer schriftstellerischen Tätigkeit. Kochs Schwerpunkt lag auf kinder- und jugendliterarischen Werken und umfasste Erzählungen, Märchen, Sagen, Gedichte und Lieder.
Viele ihrer Werke richteten sich an eine junge weibliche Leserschaft und trugen Blumennamen wie Hageröslein oder Maiblumen. Dies entsprach der vorherrschenden Philosophie von der Vorstellung eines pflanzenhaften Wesens im weiblichen Sein.
Das Rollenverständnis von Mädchen orientierte sich zur damaligen Zeit an Eigenschaften wie Lebensklugheit, Frömmigkeit, Fleiß, Demut und Fürsorge. In ihren Erzählungen vermittelte Koch den biedermeyer-idyllischen Typ der zeitgenössischen Mädchenliteratur. Kochs Wirklichkeit war zudem stark von religiösen Momenten geprägt, die sich in ihren Texten widerspiegeln: Tugenden wie Gottvertrauen, Gehorsam, Demut, Zufriedenheit und Geduld wurden mit Reichtum belohnt, während menschliche Laster wie Hochmut, Stolz und Leichtsinn den weltlichen Verfall bedeuteten.

## Sammlung Rübezahl
In ihrem Werk “Rübezahl. Die schönsten Märchen und Sagen von dem Berggeiste im Riesengebirge” erzählt Koch Geschichten zwischen Nächstenliebe und Rache. Der launische Charakter Rübezahls wird besonders in der Geschichte „Rübezahl straft einen Spötter“ deutlich, indem ein Geselle Rübezahl als „Mädchendieb“ beschimpft, was diesen erzürnt. Deshalb beschließt er dem Gesellen einen ordentlichen Streich zu spielen. Er nimmt die Gestalt des Gesellen an, nimmt einem jüdischen Wanderer dessen Beutel mit Gold ab und schlägt ihn halbtot. Als der Jude später in eine Wirtschaft kommt, erkennt er den vermeintlichen Übeltäter wieder und berichtet dies einigen Leuten. Der Geselle wird durchsucht und der Goldbeutel findet sich bei ihm. Er soll gehängt werden, doch bevor das geschehen kann, muss er noch in das Christentum eingeführt werden, weshalb sich der eigentliche Termin nach hinten verschiebt. In dieser Zeit lernt Rübezahl die Frau des Gesellen kennen, die die gesamte Schuld auf sich nimmt. Dies rührt den Berggeist so sehr, dass er verspricht, dass sie ihren Mann noch am selben Abend wiedersehen soll. In Gestalt des Geistlichen verschafft sich Rübezahl Zugang zu dem Angeklagten und hilft ihm mittels Kleidertausch aus dem Gefängnis. Anstatt des Gesellen müsste nun Rübezahl gehängt werden, doch anstatt seiner, hängt am Morgen nach der Vollstreckung eine Vogelscheuche.
Rübezahl hatte dem Gesellen nicht nur die Freiheit wieder geschenkt, sondern gab diesem noch ein Stück Brot mit, welches, wie sich später herausstellt, ein Stück geprägtes Gold enthält. Ihren neuen Wohlstand nutzen die beiden aus und tun auch schwächeren Gesellschaftsmitgliedern etwas Gutes.
Rübezahl spielt aber nicht nur einzelnen Figuren Streiche. Koch erzählt auch Geschichten, in denen Rübezahl sich an (Teilen) der Gesellschaft stört, so z. B. in der Geschichte „Die Perücken“, in der sich Rübezahl über die Gefallsucht der Deutschen wundert, die sich Perücken kaufen, um graue, weiße oder fehlende Haare zu verdecken. Rübezahl verkauft deshalb auch Perücken, allerdings werden die Träger seines Kopfschmucks nach einiger Zeit zum Gespött aller Leute, denn seine Perücken verwandeln sich “zu einem Geniste von Moos, Werg und Heu”.
Die Geschichten beinhalten immer eine Moral, die allerdings nicht in der Formel “Und die Moral von der Geschicht’ ...” explizit präsentiert wird, sondern zwischen den Zeilen implizit aus den Geschichten hervorgeht.

## Werke

### Rübezahl
- Rübezahl: Berggeist im Riesengebirge. Gesamtausgabe in zwei Bänden. Winckelmann, Berlin 1845–1879.
- Rübezahl (Band 1). Neue Sammlung der schönsten Sagen und Märchen von dem Berggeiste im Riesengebirge. Winckelmann, Berlin 1845. Neuausgabe Hofenberg, Berlin 2017, ISBN 978-3-7437-0197-7.
- Rübezahl (Band 2). Fortsetzung der neuen Sammlung der schönsten Sagen und Märchen vom Rübezahl. Winckelmann, Berlin 1879. Neuausgabe Hofenberg, Berlin 2024, ISBN 978-3-7437-4853-8.

### Weitere Werke nach Erscheinungsjahr
- Das Blumenkörbchen. Essen. (1834)
- Drei gefährliche Tage. Das blinde Kind. Berlin: Vereins-Buchhandlung. (1840)
- Die häßliche Balsamine. (1846/1847)
- Die treue Nicolette: zwei Erzählungen 1846 und 1847. Leipzig: Baumgärtner. (1846/1847)
- Die Schule der Erfahrung: eine Erzählung. Leipzig: Baumgärtner. (1847)
- Mährchen. Leipzig. (1847)
- Maiblumen. Erzählungen und Novellen für die weibliche Jugend. (1849)
- Der kleine Savoyarde: eine Erzählung für die Jugend. Breslau. (1850)
- Fritz Herold, oder die Versuchung: eine Erzählung. Leipzig: Baumgärtner. (1851)
- Stilleben und Weltleben. Breslau: Hirt. (1852)
- Gedenke mein! Erzählungen und Novellen für die weibliche Jugend. Berlin: Winckelmann. (1853)
- Asträa: Novellen für die reifere weibliche Jugend. Berlin: Winckelmann. (1853)
- Saat und Ernte. Novellen für die reifere Jugend. Berlin: Winckelmann. (1857)
- Drei Erzählungen für die Jugend. Glogau: Flemming. (1857)
- Führungen: ein Buch für meine jungen Freundinnen. Breslau: Hirt. (1857)
- Louison und Hanna: zwei Erzählungen für die Jugend. Glogau: Flemming. (1858)
- Hageröselein. Novellen und Erzählungen für die erwachsene weibliche Jugend. Berlin: Winckelmann. (1861)
- August Hermann Francke, der Armen- und Waisenfreund. Breslau: Hirt. (1863)
- Friedliche Bilder: Novellen und Erzählungen für die weibliche Jugend. Berlin: Winckelmann. (1865)
- Libellen. Erzählungen für Kinder von 8 bis 12 Jahren. Berlin: Winckelmann. (1867)
- Blumen und Perlen: sechs Erzählungen. Breslau: Trewendt. (1869)
- Die Posttasche: Erzählung in Briefen, mit eingestreuten Liedern, Gedichten, Märchen, Spielen, Räthseln und Scherzfragen für fröhliche Mädchen von 10 bis 12 Jahren. Berlin: Winckelmann. (1870)
- Spiel und Arbeit: Erzählungen. Berlin:Winckelmann. (1875).
- Gelegenheits-Gedichte für die Jugend: wie die Kinder Glück wünschen. Breslau: Kern. (1876)
- Die Kinderzeit: Erzählungen. Berlin: Winckelmann. (1876)
- Veilchenmoos: Erzählungen für die reifere Jugend. Glogau: Flemming. (1880)
- Sagen und Märchen aus Schlesien, Preußen, Sachsen und Schwaben. Golgau. (1888)
- Neue Bilder: Erzählungen. Berlin: Winckelmann. (ca. 1900)
- Der Sohn der Witwe und andere Erzählungen für Knaben und Mädchen. Berlin: Winckelmann. (1893)
- Der Eselsjunge oder “Freuet euch, dass euer Name im Himmel angeschrieben ist”. Gütersloh: Bertelsmann. (1897)
- Rosalie Koch: Rübezahl. Die schönsten Märchen und Sagen von dem Berggeiste im Riesengebirge. Neuausgabe. Herausgegeben von Karl-Maria Guth, Berlin 2017. (Erstdruck: Winckelmann, Berlin 1845)